# Unusual Heat
Albums de Foreigner
Inside Information
(1987) Mr. Moonlight
(1994)
Singles
1. Lowdown and Dirty
Sortie : 1991

Unusual Heat est le septième album studio de Foreigner, sorti le 14 juin 1991. Pour la première fois depuis les débuts du groupe, le chanteur Lou Gramm est absent et a été remplacé sur cet album par Johnny Edwards. Ce dernier en plus de chanter, joue aussi la guitare solo sur une chanson, Mountain of Love. Ce sera son unique album avec le groupe, puisque Lou Gramm reviendra avec le groupe sur leur disque suivant Mr Moonlight. 
L'album s'est classé 117e au Billboard 200.

## Liste des titres
| No  | Titre                     | Durée |
| --- | ------------------------- | ----- |
| 1.  | Only Heaven Knows         | 4:47  |
| 2.  | Lowdown and Dirty         | 4:27  |
| 3.  | I'll Fight for You        | 6:02  |
| 4.  | Moment of Truth           | 4:25  |
| 5.  | Mountain of Love          | 4:37  |
| 6.  | Ready for the Rain        | 5:02  |
| 7.  | When the Night Comes Down | 4:43  |
| 8.  | Safe in My Heart          | 4:32  |
| 9.  | No Hiding Place           | 3:55  |
| 10. | Flesh Wound               | 4:17  |
| 11. | Unusual Heat              | 4:32  |

## Personnel
- Mick Jones : Guitare, claviers, chœurs
- Johnny Edwards : Chant, guitare solo sur Mountain of love
- Rick Wills : Basse, chœurs
- Dennis Elliott : Batterie

## Musiciens invités
- Richard Cottle, Tommy Mandel : Claviers
- Terry Thomas : Claviers, guitares, chœurs
- Felix Krish : Basse additionnelle
- Tony Beard : Percussions électroniques